# Salomon Sweers
Salomon Sweers (Nijmegen, 15 juni 1611 - Amsterdam, 2 maart 1674) was een raad van Indië.
Hij was de oudere broer van Isaac Sweers in dienst van de Admiraliteit van Amsterdam en de zwager van Jeremias van Vliet en Cornelis Beeckman, burgemeester van Nijmegen.

## Biografie
Salomon Sweers was de zoon van Aernout Sweerts, en Alida van Bronckhorst. Zijn vader had door de wetsverzetting van Maurits van Oranje in 1618 zijn positie in de vroedschap van Nijmegen, een remonstrants bolwerk, verloren wegens zijn remonstrantse sympathieën, maar wist na de dood van Maurits zijn positie weer te herwinnen. Rond 1628 verhuisde familie van Nijmegen naar Amsterdam, toen zijn vader het gewest Gelderland bij de VOC kamer te Amsterdam vertegenwoordigde. De 17-jarige Salomon trad in dienst van de VOC als klerk of boekhouder. In 1632 vertrok hij naar de Oost, samen met Antonie van Diemen, die hem zou beschermen. Hij diende in Gujarat, waar hij Johan van Twist leerde kennen, Perzië, Japan, China, Ambon, en Banda.
Hij is in 1638 getrouwd in Batavia met Catharina Jans, een weduwe uit Hoorn, en bracht met haar een bezoek aan het vaderland. In 1639 werd hij benoemd tot schout van Texel. In 1640 ondernam hij een tweede reis naar Batavia, samen met zijn zuster Catharina, toen hij was benoemd tot buitengewoon raad van Indië. Samen met Cornelis Witsen voerde hij het commando over de vloot. Niet lang daarna werd hij in Batavia beschuldigd van particuliere handel en is tijdelijk uit zijn ambt geschorst.
Sweers was met Antonie van Diemen, Cornelis van der Lijn en Joan Maetsuycker betrokken bij de voorbereiding van de twee expedities van Abel Tasman, die een eiland naar hem heeft vernoemd in de buurt van Tasmanië dat ze rond 25 november 1642 in zicht hadden gekregen. In 1802 is door Matthew Flinders een eiland in de Golf van Carpentaria naar hem genoemd. 
In 1645 kreeg hij een felle ruzie met Cornelis van der Lijn tijdens een diner in huize Sweers. Sweers werd opnieuw beschuldigd van particuliere handel en is geschorst. Naar het zich laat aanzien had hij een sociale instelling want Sweers bleef in dienst als weesmeester en regent van het ziekenhuis. In 1646 vertrok hij met zijn vrouw naar Nederland. Frederick Coyett werd zijn zaakwaarnemer.
In 1649 kocht hij een pand op de Keizersgracht, genaamd Het wapen van Nijmegen; zijn buurman was Johannes van Rensselaer, patroon van Nieuw-Nederland. In 1653 werd hij voogd over de kinderen van Jacques Specx.
In 1661 stierf zijn echtgenote. Hij benoemde de kinderen van zijn zusters Judith en Catharina tot erfgenamen. Hij hertrouwde in 1662 met Elisabeth Bicker, een dochter van Andries Bicker. Het echtpaar kreeg twee kinderen. Hij was regent van het Dolhuis op de Kloveniersburgwal en kerkmeester van de Noorderkerk. Toen zij tweede echtgenote na vier jaar overleed, hertrouwde in Rotterdam met de weduwe Josina Bataille.
Sweers stelde zich op als tegenstander van de VOC en was waarschijnlijk betrokken bij de poging van François Caron een Franse Oostindische Compagnie op te richten.